# Melanoseris
 Melanoseris  Joseph Decaisne, 1844  è un genere di piante angiosperme dicotiledoni della famiglia delle Asteraceae.

## Etimologia
Il nome scientifico del genere è stato definito per la prima volta dal botanico Joseph Decaisne (1807-1882) nella pubblicazione " Voyage dans l'Inde pendant les annees 1828 a 1832. Publie sous les auspices de M. Guizot. Paris" ( Voy. Inde [Jacquemont] 4(Bot.): 101, t. 109.) del 1844.

## Descrizione

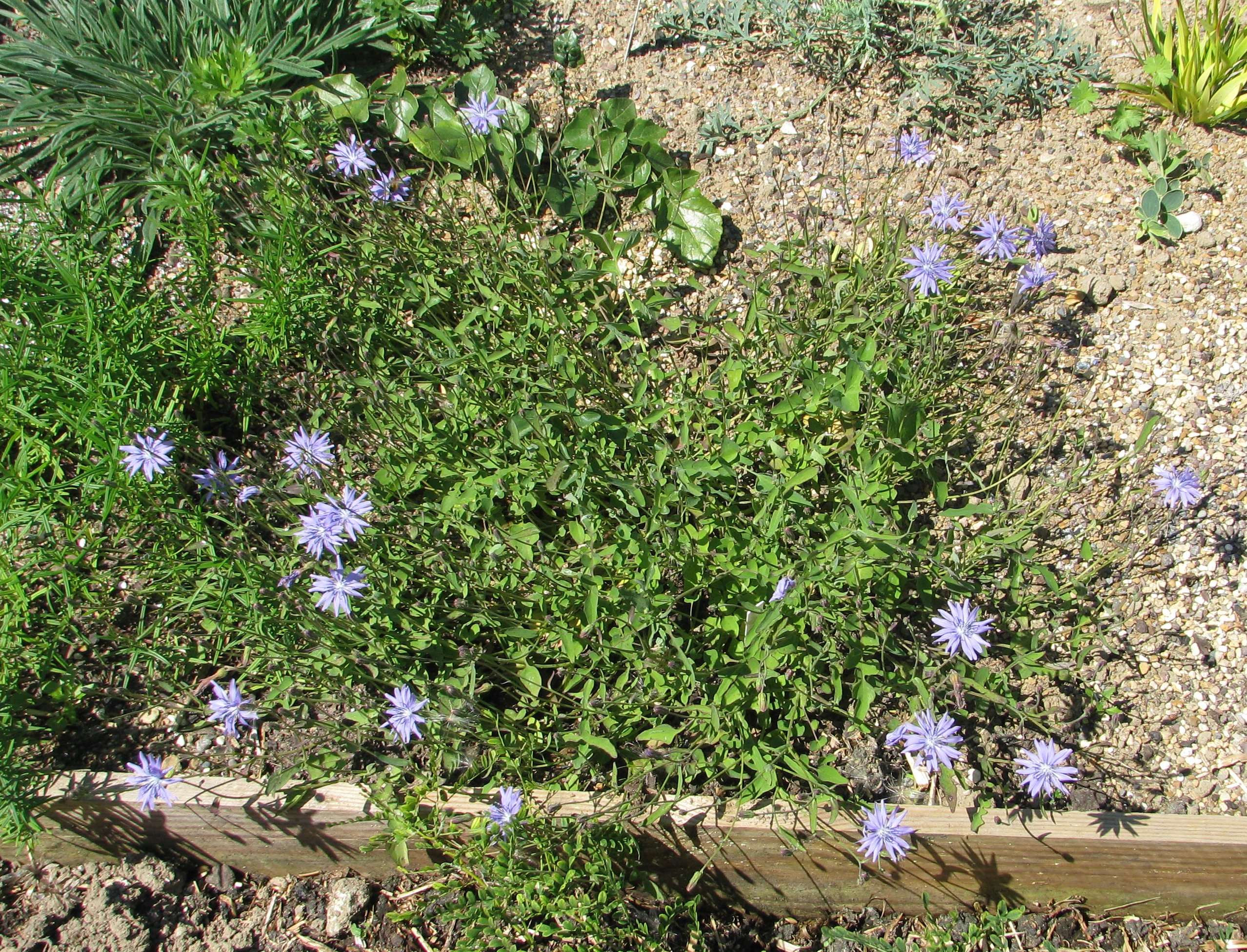
Il portamento
Melanoseris macrorhiza

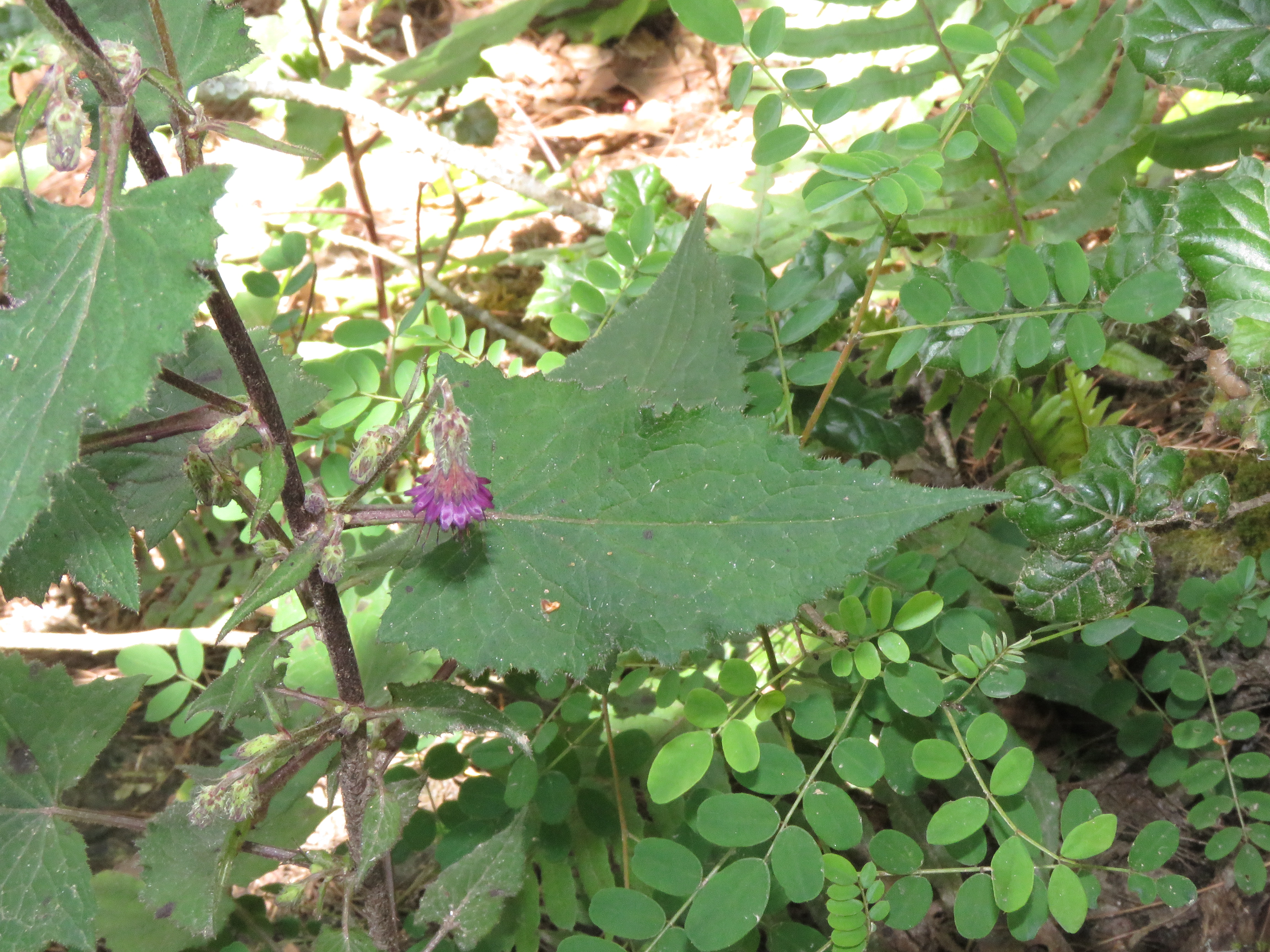
Le foglie
Melanoseris cyanea

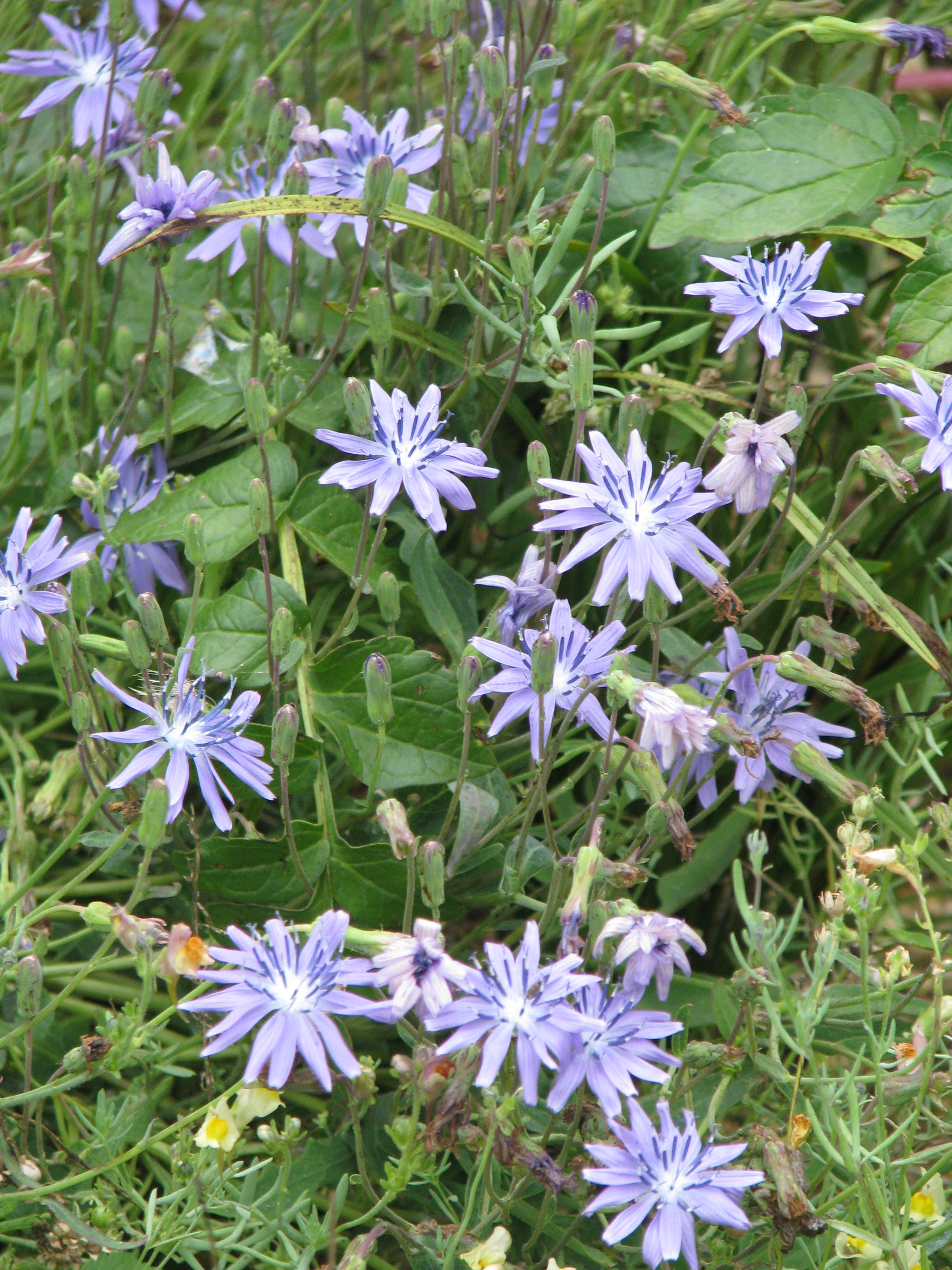
Infiorescenza
Melanoseris macrorhiza

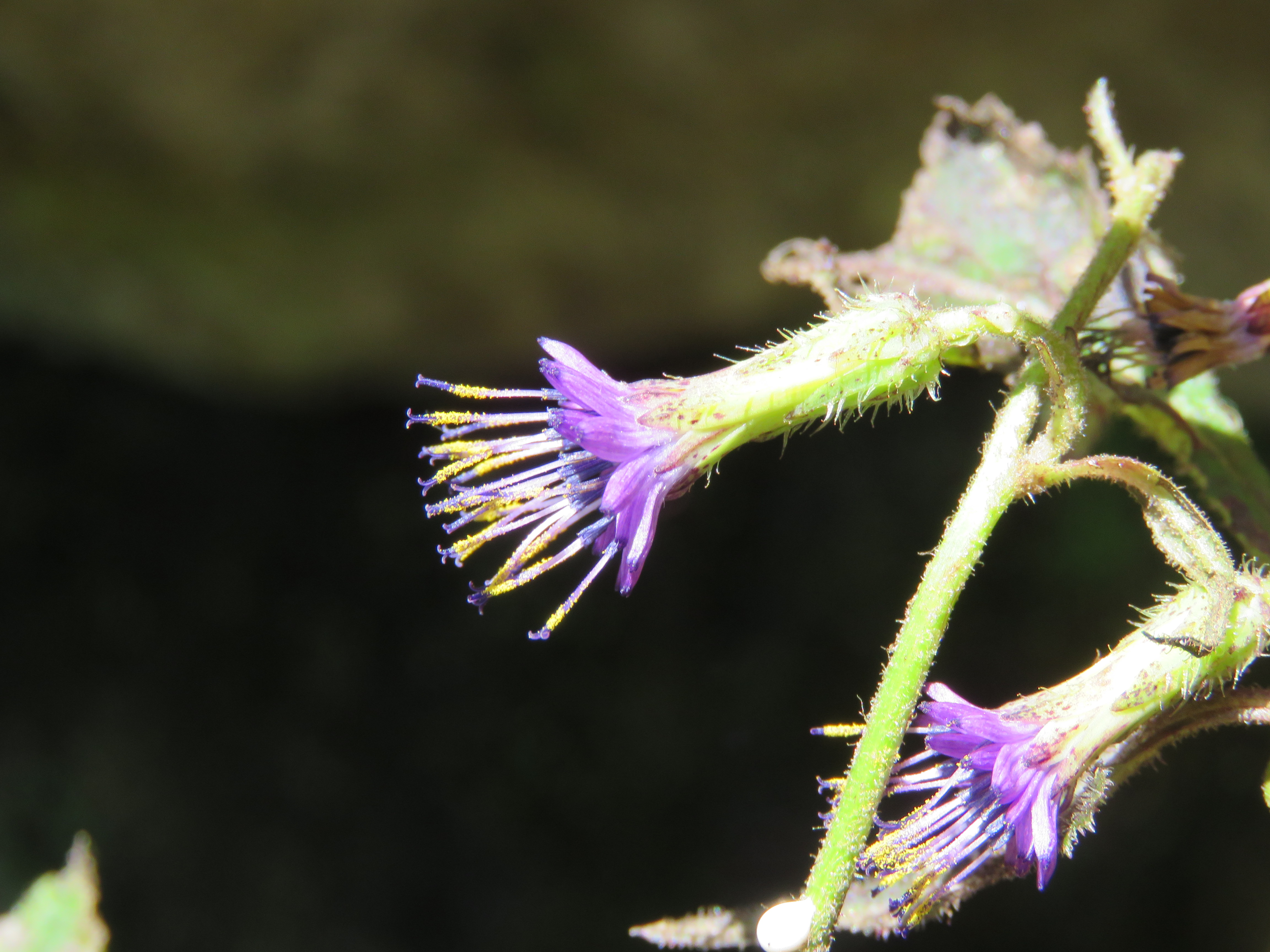
I fiori
Melanoseris cyanea

Habitus. Queste piante sono caratterizzate da specie con cicli biologici perenni e portamenti di tipo rosulato, rampicante o eretto - raramente acaulescente con habitat in prevalenza montani. La superficie di queste piante è glabra, pelosa-ghiandolare o ispida. Negli organi interni sono presenti dei canali laticiferi.
Fusto. I fusti sono eretti e ascendenti; in alcune specie nella parte apicale sono presenti delle ghiandole. I fusti sono inoltre abbondantemente fogliosi. Le radici in genere sono di tipo fittonante.
Foglie.  Le foglie possono essere sia basali che cauline e sono disposte lungo il fusto in modo alterno; sono sessili o picciolate. Le lamine hanno varie forme: intere, intere dentate, divise (pennate) o anche sagittate.
Infiorescenza. Le infiorescenze sono composte da capolini a volte con portamento annuente. I capolini, solamente di tipo radiato (ligulifloro), sono formati da un involucro, con forme da cilindriche a ampiamente campanulate, composto da brattee (o squame) all'interno delle quali un ricettacolo fa da base ai fiori ligulati. Le brattee sono diverse e disposte su alcune serie regolarmente spiralate e embricate. Il ricettacolo è nudo (senza pagliette).
Fiori. I fiori  (da 3 a 40 per capolino) sono tetra-ciclici (ossia sono presenti 4 verticilli: calice – corolla – androceo – gineceo) e pentameri (ogni verticillo ha in genere 5 elementi). I fiori sono inoltre ermafroditi e zigomorfi.
- Formula fiorale:

*/x K {\displaystyle \infty }, [C (5), A (5)], G 2 (infero), achenio
- Calice: i sepali del calice sono ridotti ad una coroncina di squame.
- Corolla: le corolle sono formate da una ligula terminante con 5 denti; il colore è blu, viola o giallo (meno spesso bianco); la superficie può essere sia pubescente che glabra.
- Androceo: gli stami sono 5 con filamenti liberi e distinti, mentre le antere sono saldate in un manicotto (o tubo) circondante lo stilo.[11] Le antere sono caudate e alla base sono acute. Il polline è tricolporato.[12]
- Gineceo: lo stilo è filiforme. Gli stigmi dello stilo sono due divergenti e ricurvi con la superficie stigmatica posizionata internamente (vicino alla base).[13] L'ovario è infero uniloculare formato da 2 carpelli.

Frutti. I frutti sono degli acheni con pappo. L'achenio è un ellissoide compresso con alcune coste (4 - 5) principali e due laterali allargate. In alcune specie alla sommità dell'achenio è presente un becco, altre sono troncate. Il colore del frutto è marrone. Il carpoforo è a forma d'imbuto. Il pappo è peloso per peli setolosi e scabri disposti in due ranghi (gli esterni sono più minuti); il colore è bianco o raramente giallastro.

## Biologia
- Impollinazione: l'impollinazione avviene tramite insetti (impollinazione entomogama tramite farfalle diurne e notturne).
- Riproduzione: la fecondazione avviene fondamentalmente tramite l'impollinazione dei fiori (vedi sopra).
- Dispersione: i semi (gli acheni) cadendo a terra sono successivamente dispersi soprattutto da insetti tipo formiche (disseminazione mirmecoria). In questo tipo di piante avviene anche un altro tipo di dispersione: zoocoria. Infatti gli uncini delle brattee dell'involucro si agganciano ai peli degli animali di passaggio disperdendo così anche su lunghe distanze i semi della pianta.

## Distribuzione e habitat
L'areale di questo genere è ampio e comprende le zone montane sino-himalayane, il sud-est asiatico con Sumatra e Giava e l'Africa tropicale.

## Tassonomia
La famiglia di appartenenza di questa voce (Asteraceae o Compositae, nomen conservandum) probabilmente originaria del Sud America, è la più numerosa del mondo vegetale, comprende oltre 23.000 specie distribuite su 1.535 generi, oppure 22.750 specie e 1.530 generi secondo altre fonti (una delle checklist più aggiornata elenca fino a 1.679 generi). La famiglia attualmente (2021) è divisa in 16 sottofamiglie.

### Panorama storico
Inizialmente (1843) questo genere è stato istituito per raccogliere poche specie himalayane. Si differenziava da Cicerbita per gli acheni a becco e da Lactuca per i pappo formato da una serie di minuti peli. In seguito il nome è diventato un sinonimo di altro generi. In seguito ad analisi filogenetiche nel 2011 è stato ripreso per descrivere specie raccolte da diversi generi: Chaetoseris, Stenoseris , Cephalorrhynchus, Cicerbita, Lactuca, Mulgedium, Prenanthes e altri in seguito. Solamente nel 2013 è stato riconosciuto definitivamente come un clade monofiletico.

### Filogenesi
Il genere di questa voce appartiene alla sottotribù Lactucinae della tribù Cichorieae (unica tribù della sottofamiglia Cichorioideae). In base ai dati filogenetici la sottofamiglia Cichorioideae è il terz'ultimo gruppo che si è separato dal nucleo delle Asteraceae (gli ultimi due sono Corymbioideae e Asteroideae). La sottotribù Lactucinae fa parte del "quarto" clade della tribù; in questo clade è in posizione "basale" vicina alla sottotribù Hyoseridinae.
I caratteri più distintivi per questa sottotribù (e quindi per i suoi generi) sono:
- gli acheni spesso sono compressi con una quindicina di costolature;
- alla base gli acheni sono inseriti in un piccolo e liscio anello (carpoforo);
- il pappo ha una struttura omogenea;
- l'origine delle specie è prevalentemente del Vecchio Mondo (Mediterraneo e Himalaya).

La struttura filogenetica della sottotribù è ancora in fase di studio e completamento. Provvisoriamente è stata suddivisa in 10 lignaggi. Il genere nell'ambito della sottotribù occupa una posizione politomica insieme ai lignaggi Lactuca - Notoseris - Paraprenanthes (questa politomia rappresenta il "core" della sottotribù). Melanoseris è uno degli ultimi gruppi che si è diversificato verso i 9 milioni di anni fa.
Il lignaggio Melanoseris unisce i generi sino-himalayani Chaetoseris e Stenoseris con un certo numero di specie della stessa regione precedentemente assegnate a generi come Prenanthes, Mulgedium, Cephalorrhynchus, Cicerbita e Lactuca. Da poco è stato incluso anche il genere monospecifico (un endemismo cinese)  Parasyncalathium. Questo clade si estende anche nel sud-est asiatico (Sumatra e Giava) per comprendere Steptorhamphus e in Africa tropicale. Le nuove assegnazioni sono comunque provvisorie per la peculiare morfologia e circoscrizione del genere non ancora stabilita in via definitiva.
Da un punto di vista filogenetico Melanoseris, nella nuova circoscrizione, è suddiviso in tre cladi principali di seguito descritti.
- Clade dell'Africa tropicale (clade A): questo clade è il primo che si è formato (da 9 a 7,5 milioni di anni fa) ed è fratello degli altri due; la probabile origine è relativa al sud-ovest dell'Asia; in precedenza le specie di questo gruppo erano assegnate al genere Lactuca. Questo clade è diviso in altri due subcladi diversificatisi attorno a 7 - 6 milioni di anni fa: (clade A1) il subclade delle specie rampicanti delle foreste tropicali africane (numero cromosomico 2n = 16 e 2n = 32); (clade A2) il subclade delle specie abitatrici delle savane africane (numero cromosomico 2n = 18).

- Clade delle catene montuose del sud-ovest dell'Asia centrale (clade B): questo clade si è separato 7 milioni di anni fa e consiste in un "gruppo fratello" formato da un piccolo clade (clade B1) formato da alcune specie dei generi Steptorhamphus e Cephalorrhynchus e un gruppo politomico (clade B2) non ben definito abitatore dagli altopiani iraniani-afghani all'areale caucasico-turco  (numero cromosomico prevalente 2n = 18).

- Clade sino-himalayano del sud-est asiatico (clade C): questo clade ha iniziato a diversificarsi 7 - 6,4 milioni di anni fa; in esso si possono distinguere 4 subcladi politomici (clade C3) individuati dalle seguenti specie capogruppo: M. graciliflora, M. atropurpurea, M. macrorhiza (insieme alla specie Prenanthes sumatrana proveniente dalle foreste di alta montagna dell'Indonesia) e M. cyanea. Questa politomia forma un "gruppo fratello" con le specie dell'Himalaya occidentale (clade C2) M. decipiens e M. brunoniana. In posizione "basale" si trova la specie di alta montagna (clade C1)  M. souliei. Tutto questo gruppo ha come numero cromosomico 2n = 16.

Il cladogramma, tratto dallo studio citato e semplificato, mostra l'attuale conoscenza filogenetica del lignaggio Melanoseris.
|  | M. graciliflora |
|  |                 |
|  | M. atropurpurea |
|  |                 |

|  | M. macrorhiza        |
|  |                      |
|  | Prenanthes sumatrana |
|  |                      |

|  | M. graciliflora |
|  |                 |
|  | M. atropurpurea |
|  |                 |

|  | M. macrorhiza        |
|  |                      |
|  | Prenanthes sumatrana |
|  |                      |

|  | M. graciliflora |
|  |                 |
|  | M. atropurpurea |
|  |                 |

|  | M. macrorhiza        |
|  |                      |
|  | Prenanthes sumatrana |
|  |                      |

|  | M. graciliflora |
|  |                 |
|  | M. atropurpurea |
|  |                 |

|  | M. macrorhiza        |
|  |                      |
|  | Prenanthes sumatrana |
|  |                      |

|  | M. graciliflora |
|  |                 |
|  | M. atropurpurea |
|  |                 |

|  | M. macrorhiza        |
|  |                      |
|  | Prenanthes sumatrana |
|  |                      |

|  | M. graciliflora |
|  |                 |
|  | M. atropurpurea |
|  |                 |

|  | M. macrorhiza        |
|  |                      |
|  | Prenanthes sumatrana |
|  |                      |

|  | M. graciliflora |
|  |                 |
|  | M. atropurpurea |
|  |                 |

|  | M. macrorhiza        |
|  |                      |
|  | Prenanthes sumatrana |
|  |                      |

|  | M. graciliflora |
|  |                 |
|  | M. atropurpurea |
|  |                 |

|  | M. macrorhiza        |
|  |                      |
|  | Prenanthes sumatrana |
|  |                      |

| Clade_B2 | \| \| (Iran) \| \| \| \| \| \| (Afghanistan) \| \| \| \| \| \| (Caucasia) \| \| \| \| \| \| (Anatolia) \| \| \| \| |
|          | \| \| (Iran) \| \| \| \| \| \| (Afghanistan) \| \| \| \| \| \| (Caucasia) \| \| \| \| \| \| (Anatolia) \| \| \| \| |
|          | Steptorhamphus-Cephalorrhynchus (clade B1)                                                                         |
|          | |
|          | (Iran) |
|          | |
|          | (Afghanistan) |
|          | |
|          | (Caucasia) |
|          | |
|          | (Anatolia) |
|          | |

|  | (Iran)        |
|  |               |
|  | (Afghanistan) |
|  |               |
|  | (Caucasia)    |
|  |               |
|  | (Anatolia)    |
|  |               |

|  | M. graciliflora |
|  |                 |
|  | M. atropurpurea |
|  |                 |

|  | M. macrorhiza        |
|  |                      |
|  | Prenanthes sumatrana |
|  |                      |

|  | M. graciliflora |
|  |                 |
|  | M. atropurpurea |
|  |                 |

|  | M. macrorhiza        |
|  |                      |
|  | Prenanthes sumatrana |
|  |                      |

|  | M. graciliflora |
|  |                 |
|  | M. atropurpurea |
|  |                 |

|  | M. macrorhiza        |
|  |                      |
|  | Prenanthes sumatrana |
|  |                      |

|  | M. graciliflora |
|  |                 |
|  | M. atropurpurea |
|  |                 |

|  | M. macrorhiza        |
|  |                      |
|  | Prenanthes sumatrana |
|  |                      |

|  | M. graciliflora |
|  |                 |
|  | M. atropurpurea |
|  |                 |

|  | M. macrorhiza        |
|  |                      |
|  | Prenanthes sumatrana |
|  |                      |

|  | M. graciliflora |
|  |                 |
|  | M. atropurpurea |
|  |                 |

|  | M. macrorhiza        |
|  |                      |
|  | Prenanthes sumatrana |
|  |                      |

|  | M. graciliflora |
|  |                 |
|  | M. atropurpurea |
|  |                 |

|  | M. macrorhiza        |
|  |                      |
|  | Prenanthes sumatrana |
|  |                      |

|  | M. graciliflora |
|  |                 |
|  | M. atropurpurea |
|  |                 |

|  | M. macrorhiza        |
|  |                      |
|  | Prenanthes sumatrana |
|  |                      |

| Clade_B2 | \| \| (Iran) \| \| \| \| \| \| (Afghanistan) \| \| \| \| \| \| (Caucasia) \| \| \| \| \| \| (Anatolia) \| \| \| \| |
|          | \| \| (Iran) \| \| \| \| \| \| (Afghanistan) \| \| \| \| \| \| (Caucasia) \| \| \| \| \| \| (Anatolia) \| \| \| \| |
|          | Steptorhamphus-Cephalorrhynchus (clade B1)                                                                         |
|          | |
|          | (Iran) |
|          | |
|          | (Afghanistan) |
|          | |
|          | (Caucasia) |
|          | |
|          | (Anatolia) |
|          | |

|  | (Iran)        |
|  |               |
|  | (Afghanistan) |
|  |               |
|  | (Caucasia)    |
|  |               |
|  | (Anatolia)    |
|  |               |

|  | specie rampicanti (clade A1)              |
|  |                                           |
|  | specie abitatrici delle savane (clade A2) |
|  |                                           |

|  | M. graciliflora |
|  |                 |
|  | M. atropurpurea |
|  |                 |

|  | M. macrorhiza        |
|  |                      |
|  | Prenanthes sumatrana |
|  |                      |

|  | M. graciliflora |
|  |                 |
|  | M. atropurpurea |
|  |                 |

|  | M. macrorhiza        |
|  |                      |
|  | Prenanthes sumatrana |
|  |                      |

|  | M. graciliflora |
|  |                 |
|  | M. atropurpurea |
|  |                 |

|  | M. macrorhiza        |
|  |                      |
|  | Prenanthes sumatrana |
|  |                      |

|  | M. graciliflora |
|  |                 |
|  | M. atropurpurea |
|  |                 |

|  | M. macrorhiza        |
|  |                      |
|  | Prenanthes sumatrana |
|  |                      |

|  | M. graciliflora |
|  |                 |
|  | M. atropurpurea |
|  |                 |

|  | M. macrorhiza        |
|  |                      |
|  | Prenanthes sumatrana |
|  |                      |

|  | M. graciliflora |
|  |                 |
|  | M. atropurpurea |
|  |                 |

|  | M. macrorhiza        |
|  |                      |
|  | Prenanthes sumatrana |
|  |                      |

|  | M. graciliflora |
|  |                 |
|  | M. atropurpurea |
|  |                 |

|  | M. macrorhiza        |
|  |                      |
|  | Prenanthes sumatrana |
|  |                      |

|  | M. graciliflora |
|  |                 |
|  | M. atropurpurea |
|  |                 |

|  | M. macrorhiza        |
|  |                      |
|  | Prenanthes sumatrana |
|  |                      |

| Clade_B2 | \| \| (Iran) \| \| \| \| \| \| (Afghanistan) \| \| \| \| \| \| (Caucasia) \| \| \| \| \| \| (Anatolia) \| \| \| \| |
|          | \| \| (Iran) \| \| \| \| \| \| (Afghanistan) \| \| \| \| \| \| (Caucasia) \| \| \| \| \| \| (Anatolia) \| \| \| \| |
|          | Steptorhamphus-Cephalorrhynchus (clade B1)                                                                         |
|          | |
|          | (Iran) |
|          | |
|          | (Afghanistan) |
|          | |
|          | (Caucasia) |
|          | |
|          | (Anatolia) |
|          | |

|  | (Iran)        |
|  |               |
|  | (Afghanistan) |
|  |               |
|  | (Caucasia)    |
|  |               |
|  | (Anatolia)    |
|  |               |

|  | M. graciliflora |
|  |                 |
|  | M. atropurpurea |
|  |                 |

|  | M. macrorhiza        |
|  |                      |
|  | Prenanthes sumatrana |
|  |                      |

|  | M. graciliflora |
|  |                 |
|  | M. atropurpurea |
|  |                 |

|  | M. macrorhiza        |
|  |                      |
|  | Prenanthes sumatrana |
|  |                      |

|  | M. graciliflora |
|  |                 |
|  | M. atropurpurea |
|  |                 |

|  | M. macrorhiza        |
|  |                      |
|  | Prenanthes sumatrana |
|  |                      |

|  | M. graciliflora |
|  |                 |
|  | M. atropurpurea |
|  |                 |

|  | M. macrorhiza        |
|  |                      |
|  | Prenanthes sumatrana |
|  |                      |

|  | M. graciliflora |
|  |                 |
|  | M. atropurpurea |
|  |                 |

|  | M. macrorhiza        |
|  |                      |
|  | Prenanthes sumatrana |
|  |                      |

|  | M. graciliflora |
|  |                 |
|  | M. atropurpurea |
|  |                 |

|  | M. macrorhiza        |
|  |                      |
|  | Prenanthes sumatrana |
|  |                      |

|  | M. graciliflora |
|  |                 |
|  | M. atropurpurea |
|  |                 |

|  | M. macrorhiza        |
|  |                      |
|  | Prenanthes sumatrana |
|  |                      |

|  | M. graciliflora |
|  |                 |
|  | M. atropurpurea |
|  |                 |

|  | M. macrorhiza        |
|  |                      |
|  | Prenanthes sumatrana |
|  |                      |

| Clade_B2 | \| \| (Iran) \| \| \| \| \| \| (Afghanistan) \| \| \| \| \| \| (Caucasia) \| \| \| \| \| \| (Anatolia) \| \| \| \| |
|          | \| \| (Iran) \| \| \| \| \| \| (Afghanistan) \| \| \| \| \| \| (Caucasia) \| \| \| \| \| \| (Anatolia) \| \| \| \| |
|          | Steptorhamphus-Cephalorrhynchus (clade B1)                                                                         |
|          | |
|          | (Iran) |
|          | |
|          | (Afghanistan) |
|          | |
|          | (Caucasia) |
|          | |
|          | (Anatolia) |
|          | |

|  | (Iran)        |
|  |               |
|  | (Afghanistan) |
|  |               |
|  | (Caucasia)    |
|  |               |
|  | (Anatolia)    |
|  |               |

|  | specie rampicanti (clade A1)              |
|  |                                           |
|  | specie abitatrici delle savane (clade A2) |
|  |                                           |

I caratteri distintivi per le specie di questo genere sono:
- l'habitus varia da piante rosulate o rampicanti ad alte ed erette;
- i fiori per capolino variano da 3 a 40;
- gli acheni si presentano da troncati a lungamente rostrati.

Il numero cromosomico della specie è: 2n = 16 e 2n = 18 (diploide e raramente tetraploide).

### Elenco delle specie
Tradizionalmente questo genere ha 37 specie:
- Melanoseris aitchisoniana (Beauverd) Ghafoor, Qaiser & Roohi Bano
- Melanoseris astorensis (Roohi Bano & Qaiser) Ghafoor, Qaiser & Roohi Bano
- Melanoseris atropurpurea (Franch.) N.Kilian & Ze H.Wang
- Melanoseris beesiana (Diels) N.Kilian
- Melanoseris bonatii (Beauverd) Ze H.Wang
- Melanoseris bracteata (Hook.f. & Thomson ex C.B.Clarke) N.Kilian
- Melanoseris brunoniana (Wall. ex DC.) N.Kilian & Ze H.Wang
- Melanoseris ciliata (C.Shih) N.Kilian
- Melanoseris cyanea (D.Don) Edgew.
- Melanoseris decipiens (C.B.Clarke) N.Kilian & Ze H.Wang
- Melanoseris dolichophylla (C.Shih) Ze H.Wang
- Melanoseris filicina (Stebbins) N.Kilian
- Melanoseris gilgitensis (Roohi Bano & Qaiser) Ghafoor, Qaiser & Roohi Bano
- Melanoseris graciliflora (DC.) N.Kilian
- Melanoseris henryi (Dunn) N.Kilian
- Melanoseris jilongensis  Ze H.Wang & H.Peng
- Melanoseris kashmiriana (Mamgain & R.R.Rao) N.Kilian
- Melanoseris lahulensis (Mamgain & R.R.Rao) N.Kilian
- Melanoseris leiolepis (C.Shih) N.Kilian & J.W.Zhang
- Melanoseris leptantha (C.Shih) N.Kilian
- Melanoseris lessertiana (DC.) Decne.
- Melanoseris likiangensis (Franch.) N.Kilian & Ze H.Wang
- Melanoseris macrantha (C.B.Clarke) N.Kilian & J.W.Zhang
- Melanoseris macrocephala (C.Shih) N.Kilian & J.W.Zhang
- Melanoseris macrorhiza (Royle) N.Kilian
- Melanoseris monocephala (C.C.Chang) Ze H.Wang
- Melanoseris pectiniformis (C.Shih) N.Kilian & J.W.Zhang
- Melanoseris polyclada (Boiss.) Akhani, N.Kilian & Sennikov
- Melanoseris qinghaica (S.W.Liu & T.N.Ho) N.Kilian & Ze H.Wang
- Melanoseris rhombiformis (C.Shih) N.Kilian & Ze H.Wang
- Melanoseris sichuanensis (C.Shih) N.Kilian
- Melanoseris souliei (Franch.) N.Kilian
- Melanoseris stewartii (Roohi Bano & Qaiser) Ghafoor, Qaiser & Roohi Bano
- Melanoseris taliensis (C.Shih) N.Kilian & Ze H.Wang
- Melanoseris tenuis (C.Shih) N.Kilian
- Melanoseris violifolia (Decne.) N.Kilian
- Melanoseris yunnanensis (C.Shih) N.Kilian & Ze H.Wang

All'elenco sopra sono da aggiungere, in base agli ultimi studi su questo genere, le seguenti 45 specie per un totale di 82 specie.
Cicerbita polyclada

Cicerbita thianschanica

Lactuca ambacensis

Lactuca attenuata

Lactuca bourgaei

Lactuca calophylla

Lactuca cichorioides

Lactuca corymbosa

Lactuca crambifolia

Lactuca cubanguensis

Lactuca denaensis

Lactuca dumicola

Lactuca elgonensis

Lactuca garrettii

Lactuca glandulifera

Lactuca haimanniana

Lactuca hazaranensis

Lactuca homblei

Lactuca imbricata

Lactuca kossinskyi

Lactuca lasiorhiza

Lactuca longispicata

Lactuca malaissei

Lactuca marunguensis

Lactuca mwinilungensis

Lactuca paradoxa

Lactuca persica

Lactuca petrensis

Lactuca praecox

Lactuca praevia

Lactuca pumila

Lactuca putii

Lactuca rostrata

Lactuca rosularis

Lactuca schulzeana

Lactuca schweinfurthii

Lactuca setosa

Lactuca songeensis

Lactuca soongorica

Lactuca stebbinsii

Lactuca stipulata

Lactuca tinctociliata

Lactuca tysonii

Lactuca ugandensis

Lactuca zambesiaca

### Sinonimi
Sono elencati alcuni sinonimi per questa entità:
- Chaetoseris C.Shih
- Parasyncalathium  J.W.Zhang, Boufford & H.Sun
- Stenoseris  C.Shih
- Zollikoferiastrum  (Kirp.) Kamelin